# Либеральная демократия Словении
Либеральная демократия Словении или ЛДС (словен. Liberalna demokracija Slovenije, LDS) — либеральная политическая партия Словении. Лидер партии — Катарина Кресал.

## История
Партия была основана в 1989 году как либеральное крыло Союза социалистической молодежи Словении под именем Либерально-демократическая партия. Входила в правящие коалиции с 1992 по 2004 год.
В 1994 году слилась с Демократической партией Словении (DSS), Социалистической партией Словении (SSS) и с Зелёными — экологической социальной партией (ZESS), в результате чего партия получила современное название.

## Европарламент
Согласно выборам 2009 года, партия представлена в Европарламенте 1 депутатом.